# Abdoulaye Bibi Baldé
Pour les articles homonymes, voir Abdoulaye Baldé et Baldé.
Abdoulaye Baldé, souvent appelé Abdoulaye Bibi Baldé, né le 10 décembre 1974 à Dabo (Kolda), est un économiste, enseignant et homme politique sénégalais. 
Membre de l'Alliance pour la République (APR), il fut ministre de l'Agriculture (2012-2013), du Plan (2013-2014), de l'Environnement (2014-2017) ainsi que de la Communication (2017-2019). 
Il est maire de Kolda (Casamance) de 2014 à 2022, ainsi que directeur général de La Poste de 2019 à 2022.

## Biographie

### Jeunesse, études et débuts
Abdoulaye Baldé naît le 10 décembre 1974 à Dabo, une commune rurale du département de Kolda,. Son père est secrétaire général de la section de Salikégné au sein du Parti socialiste. Ses grands-pères paternel et maternel étaient des « chefs de canton ». Durant son enfance, sa grand-mère le surnomme « Bibi », terme qui sera repris plus tard pour le désigner, notamment dans la presse. 
Il fait ses études primaires dans sa ville natale, puis est envoyé en 1992 par son père à Saint-Louis, auprès de son oncle professeur de physique et chimie, afin de suivre un cursus scientifique. Il obtient un baccalauréat D en 1995, puis décide d'étudier les sciences économiques à l'Université Cheikh-Anta-Diop, où il décroche un DEA en macroéconomie appliquée. Il est recruté en tant qu'économiste au sein de la fonction publique, puis s'inscrit au Centre africain d'études supérieures en gestion (CESAG) où il obtient un DESS en économie de la santé. 
Durant les années 2000, il travaille successivement au ministère de l'Économie et des Finances (stagiaire), au ministère de la Santé, devient consultant auprès de l'Organisation mondiale de la santé (OMS) et du Fonds des Nations unies pour la population (Fnuap), et travaille en tant qu'administratif à l'hôpital régional de Thiès. 
En 2008, il postule à la Faculté des sciences économiques de l'Université Cheikh-Anta-Diop, où il devient enseignant,. Il soutiendra sa thèse de doctorat en sciences économiques dans cette même faculté en novembre 2020.

### Carrière politique
En 2010, il adhère à l'Alliance pour la République (APR), parti fondé par Macky Sall, alors ancien Premier ministre. Lors de la présidentielle de 2012, il participe activement à la campagne de ce dernier, qui remporte l'élection. Il rédige notamment le programme économique « Yoonu Yookuté » du candidat, aux côtés d'autres économistes. 
Le 29 octobre 2012, à la faveur d'un remaniement, il fait son entrée dans le gouvernement Mbaye, devenant ministre de l'Agriculture et de l'Équipement rural, puis ministre du Plan dans le gouvernement Touré. Le 6 juillet 2014, il est nommé ministre de l'Environnement et du Développement durable dans le gouvernement Dionne I. 
Lors des élections municipales de 2014, il est élu maire de la ville de Kolda (Casamance), devenant ainsi le 4e maire de la commune depuis l'indépendance du Sénégal.
En septembre 2017, il est placé à la tête du Ministère de la Communication, des Télécommunications, des Postes et de l'Écosystème numérique au sein du gouvernement Dionne II. 
Il quitte le gouvernement en avril 2019 lorsque le président Macky Sall le nomme directeur général de La Poste. 
Fin 2021, il annonce être candidat à sa propre succession à la mairie de Kolda lors des élections municipales de 2022. Il est cependant battu par Mame Boye Diao, issu de la même coalition que lui, Unis par l'espoir (BBY),. 
En octobre 2022, sur fond de crise et alors que certains travailleurs de La Poste réclament son départ, l'accusant de « mauvaise gestion », il est remplacé par Mohamadou Diaïté à la tête de cette société.